# 祖莉雅·舒露芙

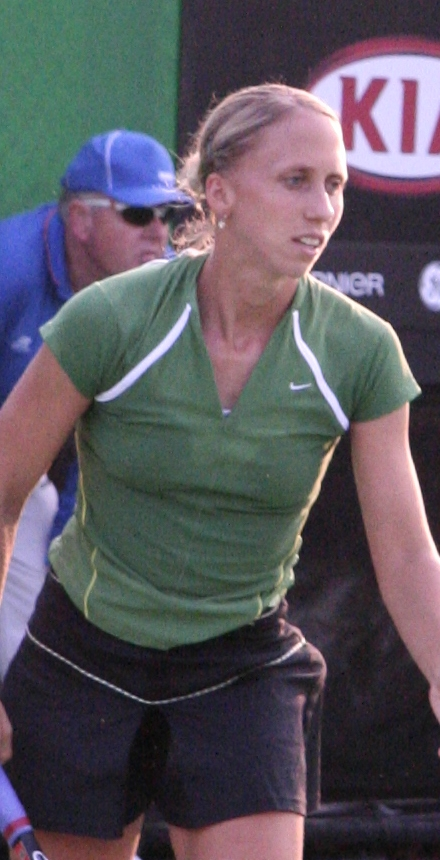
祖莉雅·舒露芙

舒露芙（Julia Schruff，1982年8月16日—），在德國Augsburg市出生，2001年9月1日開始投身網球壇。
單打成績一般，只在2003年的Estoril女單決賽輸給西班牙選手辛娜(Magui Serna)而屈居亞軍；但真正令她成名的，就在2005年的柏林公開賽單打第一圈和翌年（2006年）的澳洲公開賽女單第一圈分別擊敗兩位俄羅斯選手瑪爾絲堅娜(Anastasia Myskina)和迪文迪艾法(Elena Dementieva)。

## 外部連結
- 官方网站
- 祖莉雅·舒露芙的国际女子网球协会官方資料（英文）
- 祖莉雅·舒露芙的國際網球總會 職業／青少年 官方資料（英文）
- Fed Cup - Player profile - Julia SCHRUFF (GER) （页面存档备份，存于）